# Richard Hendrix
Pour les articles homonymes, voir Hendrix (homonymie).
Richard Hendrix, né le 15 novembre 1986 à Decatur (Alabama), est un joueur américano-macédonien de basket-ball.

## Biographie
Il joue 3 saisons au niveau universitaire pour l'équipe de la Crimson Tide de l'université de l'Alabama avant de prendre part à la draft 2008 de la NBA. Il est sélectionné en quarante-neuvième position par les Warriors de Golden State mais ne joue pas un match avec l'équipe. Il joue ensuite en NBA Development League pour le Jam de Bakersfield et les Wizards du Dakota.
Il part en Europe et joue dans la ligue espagnole pour le CB Granada avec lequel il marque en moyenne 13,1 points lors de la saison 2009-2010. Hendrix est alors nommé meilleur nouveau joueur de la ligue de la saison. Il signe pendant l'été 2010 avec le club israélien du Maccabi Tel-Aviv. En deux saisons, il remporte deux titres de champion d'Israël et deux coupes d'Israël. Il est aussi nommé meilleur joueur de la première journée des quarts de finale de l'Euroligue de basket-ball 2010-2011. Hendrix et le Maccabi remportent aussi la ligue adriatique de basket-ball en 2012.
En juin 2012, il signe un contrat avec l'Olimpia Milan mais ses performances sont médiocres et l'Olimpia est éliminée de l'Euroligue. Il est envoyé début 2013, en prêt, au Lokomotiv Kouban-Krasnodar qui évolue en Ligue professionnelle de basket-ball, la première division russe. Avec le Lokomotiv Kouban, il remporte l'EuroCoupe 2012-2013 et est nommé meilleur joueur de la finale.
En juillet 2018, Hendrix rejoint Le Mans où il signe un contrat d'une année.

## Palmarès
- EuroCoupe
  - Vainqueur : 2013
- Ligue adriatique
  - Vainqueur : 2012
- Coupe d'Israël
  - Vainqueur : 2011, 2012
- Supercoupe d'Espagne
  - Vainqueur : 2016

## Distinctions individuelles
- 2005 : sélectionné McDonald's All-American Team
- 2013 : meilleur joueur de la finale de l'EuroCoupe